# Hans Enn
Hans Enn (Saalfelden am Steinernen Meer, 10 maggio 1958) è un ex sciatore alpino austriaco.

## Biografia

### Stagioni 1976-1981
Sciatore polivalente originario di Hinterglemm che eccelleva in particolare nello slalom gigante, Enn ottenne il primo piazzamento in Coppa del Mondo il 17 gennaio 1976 a Morzine, classificandosi 9º in discesa libera. Due anni dopo esordì ai Campionati mondiali e a Garmisch-Partenkirchen 1978 fu 6º nello slalom gigante e 11º nello slalom speciale; nel 1979 colse invece il suo primo podio in Coppa del Mondo con il 2º posto ottenuto nello slalom gigante di Lake Placid del 4 marzo.
Ai XIII Giochi olimpici invernali di Lake Placid 1980, suo esordio olimpico, Enn vinse la medaglia di bronzo (valida anche ai fini del Mondiali 1980) nello slalom gigante, alle spalle di Ingemar Stenmark e Andreas Wenzel, e si piazzò 4º nello slalom speciale. Pochi giorni dopo la rassegna olimpica vinse la sua prima gara di Coppa del Mondo, lo slalom gigante di Waterville Valley del 26 febbraio, e alla fine di quella stagione 1979-1980 risultò 2º nella classifica della Coppa del Mondo di slalom gigante, a 38 punti da Stenmark.

### Stagioni 1982-1989
6º nello slalom gigante ai Mondiali di Schladming 1982, ai XIV Giochi olimpici invernali di Sarajevo 1984, sua ultima presenza olimpica, non portò a termine né lo slalom gigante né lo slalom speciale. Quell'anno in Coppa del Mondo fu 3º nella classifica di slalom gigante, superato da Stenmark e da Pirmin Zurbriggen di 10 punti.
Nel 1985 conquistò il suo ultimo successo in Coppa del Mondo, vincendo il prestigioso slalom gigante della Chuenisbärgli di Adelboden il 15 gennaio, e disputò i Mondiali di Bormio, arrivando 5º nello slalom gigante; nel 1988 in Coppa Europa si piazzò al 2º posto nella classifica di supergigante e nel 1989, l'anno del suo congedo dalle competizioni, ottenne il suo ultimo podio in Coppa del Mondo, nonché ultimo piazzamento nel circuito, l'8 gennaio a Laax, dove fu 2º in supergigante. L'ultimo piazzamento della sua carriera agonistica fu il 13º posto ottenuto nel supergigante iridato di Vail 1989.

## Palmarès

### Olimpiadi
- 1 medaglia, valida anche ai fini iridati:
  - 1 bronzo (slalom gigante a Lake Placid 1980)

### Coppa del Mondo
- Miglior piazzamento in classifica generale: 7º nel 1980
- 22 podi (5 in supergigante, 16 in slalom gigante, 1 in combinata):
  - 6 vittorie (1 in supergigante, 5 in slalom gigante)
  - 9 secondi posti
  - 7 terzi posti

#### Coppa del Mondo - vittorie
| Data             | Località          | Paese       | Specialità |
| ---------------- | ----------------- | ----------- | ---------- |
| 26 febbraio 1980 | Waterville Valley | Stati Uniti | GS         |
| 29 gennaio 1983  | Kranjska Gora     | Jugoslavia  | GS         |
| 10 dicembre 1983 | Val-d'Isère       | Francia     | SG         |
| 17 marzo 1984    | Åre               | Svezia      | GS         |
| 23 marzo 1984    | Oslo              | Norvegia    | GS         |
| 25 gennaio 1985  | Adelboden         | Svizzera    | GS         |

Legenda:

SG = supergigante

GS = slalom gigante

### Campionati austriaci
- 13 medaglie[1]:
  - 5 ori (combinata nel 1977; slalom gigante, slalom speciale, combinata nel 1978; slalom gigante nel 1983)
  - 4 argenti (combinata nel 1976; slalom gigante nel 1979; slalom gigante nel 1982; slalom gigante nel 1984)
  - 4 bronzi (combinata[senza fonte] nel 1975; slalom gigante nel 1977; slalom gigante nel 1980; supergigante nel 1988)

### Campionati austriaci juniores
- 7 medaglie[1]:
  - 4 ori (discesa libera, slalom speciale nel 1974; slalom gigante, combinata nel 1976)
  - 3 argenti (slalom speciale nel 1973; discesa libera, slalom speciale nel 1976)